# Parafia św. Apostołów Filipa i Jakuba w Bukownicy
Parafia Świętych Apostołów Filipa i Jakuba w Bukownicy – parafia rzymskokatolicka, znajdująca się w diecezji kaliskiej, w dekanacie Grabów.